# 鹅膏无毒环肽
鹅膏无毒环肽（英語：Amanullin），旧译鹅膏林。是一种从几种鹅膏菌属蘑菇中发现的毒伞肽。其小鼠口服LD50约为20 mg/kg，然而其对人體无毒。

## 毒性
与其他毒伞肽一样，鹅膏无毒环肽是一种RNA聚合酶Ⅱ抑制剂。鹅膏毒素对RNA聚合酶II具有物种依赖性和特异性吸引力。摄入后，它会与RNA聚合酶II酶结合，有效引起肝细胞溶解。